# Walter Keller (Mediziner, 1894)
Walter Keller (* 7. Februar 1894 in Heidelberg; † 20. Dezember 1967 in Freiburg im Breisgau) war ein deutscher Pädiater und Hochschullehrer.

## Leben
Keller beendete seine Schullaufbahn am humanistischen Gymnasium in Heidelberg. Anschließend absolvierte er ab 1913 ein Medizinstudium an den Universitäten Heidelberg und München, unterbrochen von der Teilnahme am Ersten Weltkrieg. Seit 1913 war er Mitglied der Burschenschaft Allemannia Heidelberg. Nach dem Staatsexamen wurde er 1922 an der Universität Heidelberg zum Dr. med. promoviert. Danach war er als Assistent am Hygiene-Institut und der Kinderklinik der Universität Heidelberg (unter Ernst Moro) tätig. Er habilitierte sich 1927 in Heidelberg für Kinderheilkunde und wirkte dort anschließend als Privatdozent und Oberarzt. Im Januar 1934 wurde er nebenamtlicher außerordentlicher Professor. Anfang April 1934 wurde er in der Kinderklinik des städtischen Krankenhauses in Mainz Chefarzt und 1938 Direktor des dortigen städtischen Krankenhauses. Anfang April 1938 übernahm er die Leitung der Universitätskinderklinik in Gießen und wurde zudem 1939 zum ordentlichen Professor für Kinderheilkunde an der Universität Gießen berufen. Laut Klee soll Keller ab 1942 Polio-Übertragungsversuche vorgenommen und zudem mit dem Hirnforscher Julius Hallervorden kooperiert haben.
Nach der Machtübergabe an die Nationalsozialisten war Keller 1933 der SS beigetreten. Am 25. August 1937 beantragte er die Aufnahme in die NSDAP und wurde rückwirkend zum 1. Mai desselben Jahres aufgenommen (Mitgliedsnummer 5.859.693). Des Weiteren gehörte er dem NS-Ärztebund, der NSV und dem NS-Altherrenbund an.
Nach dem Ende des Zweiten Weltkrieges wurde Keller in Gießen vom Hochschuldienst suspendiert. Danach befand er sich aufgrund der Zugehörigkeit zur SS für zwei Jahre in amerikanischer Internierung. Auf den nach der Entnazifizierung als entlastet geltenden Keller fiel schließlich die Wahl als Nachfolger Carl Noeggeraths auf den Lehrstuhl für Kinderheilkunde an der Universität Freiburg im Breisgau, den er im April 1949 antrat. Er wurde 1952 Mitglied der Akademie der Naturforscher Leopoldina (Sektion: Pädiatrie). Keller, der zahlreiche Ehrungen erhielt und Mitherausgeber von Fachzeitschriften (Zeitschrift für Kinderheilkunde, Archiv für Kinderheilkunde, Pädiatrische Praxis) war, wurde 1962 emeritiert.
Seit 1923 war er mit Johanna, geborene Steidl, verheiratet. Das Paar hatte ein Kind.
Keller forschte in Heidelberg unter Ernst Moro zur Tuberkulose. Über Untersuchungen zur Tuberkulinempfindlichkeit wandte er sich den Allergien und der Parallergie (dem veränderten Immunverhalten nach überstandener Infektionskrankheit) zu. Seine Forschungen in Gießen „zur Virusisolierung bei abakteriller Meningitis bereiteten die spätere Entwicklung einer klinischen Virologie in der Kinderheilkunde vor“.